# Tradicija
Tradicija je prije svega usmena predaja znanja, vještina, načina ponašanja i običaja unutar jedne kulture ili skupine ljudi. No, korištenje te riječi nije uvijek jednoznačno. Između ostalog, pod tradicijom se podrazumijeva
- usmena predaja kao takva
- prenošenje znanja o uobičajenom
- običaji, konvencije, starodavni narodni običaji

Tradicija je u tom smislu kulturno nasljeđe koje se prenosi s generacije na generaciju. Tu spadaju i naučeno znanje, i umjetnički zanati kao i rituali, moralna pravila i hranidbeni običaji.
Tradicijom podrazumijevamo očuvanje kulture i običaja jednog naroda. 